# サン・チプリアーノ・ピチェンティーノ
サン・チプリアーノ・ピチェンティーノ（伊: San Cipriano Picentino）は、イタリア共和国カンパニア州サレルノ県にある、人口約6,600人の基礎自治体（コムーネ）。

## 地理

### 位置・広がり

#### 隣接コムーネ
隣接するコムーネは以下の通り。
- カスティリオーネ・デル・ジェノヴェージ
- ジッフォーニ・セーイ・カザーリ
- ジッフォーニ・ヴァッレ・ピアーナ
- サレルノ
- サン・マンゴ・ピエモンテ

## 行政

### 分離集落
サン・チプリアーノ・ピチェンティーノには、以下の分離集落（フラツィオーネ）がある。
- Campigliano, Filetta, Pezzano, Vignale